# Pagepeel
Pagepeel (engl. für ‚Seitenabblättern‘), im Deutschen auch Eselsohr genannt, ist ein Verfahren, um dezent Werbung auf einer Website zu platzieren. Seit Sommer 2006 wird diese Werbeform im Internet wahrgenommen und in Diskussionsforen thematisiert. Es gibt unterschiedliche Ansätze zu einer Verbreitung im Werbealltag des Internets.

## Funktionsweise und Anwendung
Ein Pagepeel lässt sich durch Kombination von animierten GIF-Bildern mit CSS oder durch eine Flash-Animation realisieren.
Es erscheint meist in der rechten oberen Ecke einer Internetseite, ist um die 100 × 100 Pixel groß und flattert leicht aber auffällig. Diese Bewegung macht den Besucher neugierig, fährt er mit der Maus über diese kleine Fläche, wird eine wesentlich größere Grafik (ca. 500 × 500 Pixel) aufgeklappt oder langsam aufgerollt. Das wirkt, als hätte der Besucher umgeblättert, um einen Blick auf die nächste Seite zu werfen. Verlässt er mit dem Mauszeiger die große Fläche, dann wird sie – mehr oder weniger animiert – wieder auf das Eselsohr verkleinert.

### Pagepeel als Werbeträger
Klickt der Besucher auf die mit der Maus freigelegte große Werbefläche, so öffnet sich in einem neuen Fenster die Zielseite mit dem beworbenen Angebot oder vertiefenden Informationen. Pagepeels reizen zum Klicken, nicht nur weil diese Werbeform erst seit Sommer 2006 existiert, sondern da sie eine haptische Verkaufshilfe bilden. Mit dem Mausspiel hat der Besucher bereits die erste Hemmschwelle überwunden, eine Werbung zu beachten. Diese Handlung ist vergleichbar mit dem Anfassen einer Ware in einem Ladengeschäft.
So präsentiert ein Werbetreibender sein Angebot spielerisch und bezieht seine Interessenten dezent mit ein, ohne mit der Aggressivität zu stören, die Layer-Ads und Pop-ups zu eigen ist.
Die Platzierung in der rechten oberen Ecke bewirkt unter anderem, dass der Benutzer vor dem beabsichtigten Schließen des Fensters mit dem Mauszeiger über die Werbefläche fährt und so den „Aufroll“-Effekt auslöst.

### Pagepeel als Nachrichtenticker
Im Gegensatz zu Nachrichtentickern wie Heise online, die täglich zahlreiche Neuigkeiten präsentieren, kann eine Internet-Präsenz mittels eines Pagepeels aktuelle Informationen zu einem (meist bevorstehenden) Top-Ereignis ausliefern. Dazu ist es notwendig, dass die Sites, die das Pagepeel einsetzen, die beiden Bilder vom Herausgeber der Information beziehen. Der informierende Text ist in die Grafiken eingebettet, das Ziel des Klicks ist eine Platzhalter-URI (z. B. www.example.org/aktuell), die durch eine jeweils zu aktualisierende Weiterleitung ausgefüllt wird. Die benutzenden Websites werden so zu Abonnenten eines Ein-Punkt-Tickers.